# Paxi
Paxi, også kaldet Paxos, er en lille græsk ø og en af De Joniske Øer i Det Joniske Hav vest for det græske fastland.